# Roger Lersy
Roger Lersy est un peintre, lithographe et compositeur français, né à Paris le 2 avril 1920 et mort à Orsay le 22 juin 2004.
Il appartient à l'École de Paris et au mouvement de la Jeune peinture.

## Biographie

### Jeunesse et formation

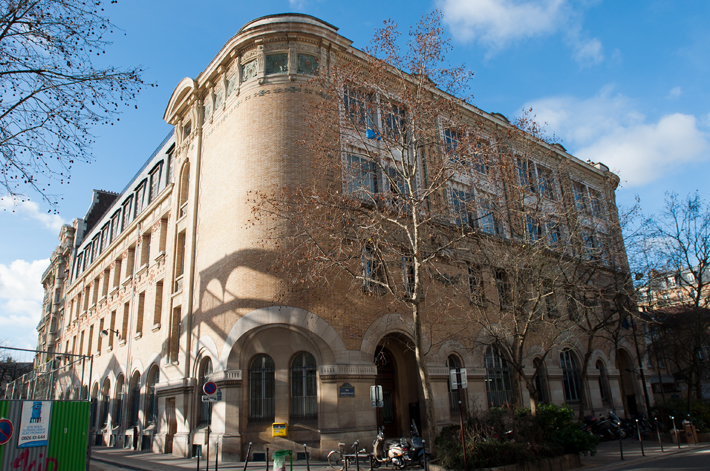
École Duperré, Paris.

Roger Lersy naît dans le 18e arrondissement de Paris le 2 avril 1920 ; il est le fils d'un décorateur.
Étudiant le piano dès l'enfance, de même « commençant à dessiner sur les genoux de son père », il entre après sa scolarité et pour une durée de trois ans à l'École supérieure des arts appliqués Duperré à Paris. 

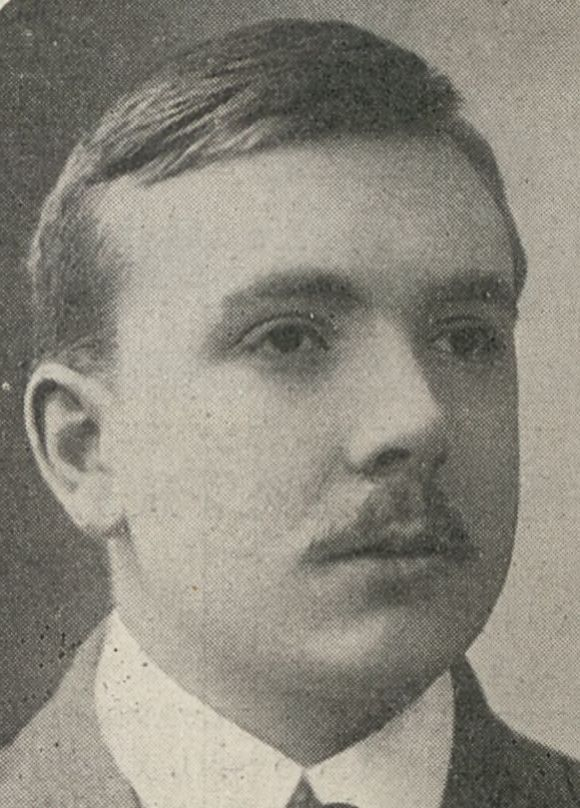
Noël Gallon.

### Débuts
Ayant alors commencé à peindre, installé au 19, rue du Faubourg-Saint-Antoine, il exerce ensuite le métier de décorateur, poursuivant toutefois entre 1950 et 1954 des études musicales supérieures avec Noël Gallon, continuant après 1954 — année où les galeries, tant à Paris qu'à l'étranger, commencent à l'exposer régulièrement —, à pratiquer de pair la peinture (toiles, aquarelles, cartons de tapisseries) et la musique.

### Carrière
De 1961 à 1968, il vit aux États-Unis. À compter de 1970, il enchaîne les expositions personnelles, entre autres à Paris, Londres, Genève, Houston, Los Angeles et New York.
Il est initié au premier degré de la franc-maçonnerie au Rite écossais ancien et accepté en 1979, dans la loge Grand Val, se réunissant à l'époque au Perreux-sur-Marne, Orient de Sucy-en-Brie.
Menant de front deux carrières, Roger Lersy a laissé des tableaux qui sont vus tout « de rythmes et de frémissements […] Dans ses toiles, le motif se développe selon une ligne mélancolique aux accords, aux pauses et aux cadences bien concertés. On pourrait [le] définir comme un expressionniste baroque. »
Pour Bernard Dorival, Lersy se situe avec Gabriel Dauchot, Jean Commère et Raymond Guerrier parmi « les champions les plus remarqués de cet expressionnisme qui s'inscrit dans la suite du misérabilisme de Bernard Buffet. »
Parts moins connues de Lersy, il s'intéressa également à la mosaïque, à la sculpture, au vitrail et entreprit des créations pour des édifices publics (mairies, collèges, etc.), privés (entreprises) et cultuels.

### Mort
Roger Lersy meurt à Orsay (Essonne) le 22 juin 2004.

### Famille
Son fils, François Lyres, est également dessinateur, peintre et musicien.

### Prix et distinctions
- Prix des Amateurs d'art, 1953[10]
- Prix Shell 1954[11]
- Prix de la ville de Marseille, 1955[5]

## Style
Roger Lersy n'appartient pas au musicalisme en peinture au sens où ce mot renvoie historiquement à un groupe de peintres constitué autour d'Henri Valensi à partir de 1932. Mais si l'on admet avec Raymond Bayer dans sa Revue d'esthétique que « le musicalisme n'est pas une école mais une doctrine de l'art, un ensemble de connaissances constituant un système », le terme peut alors, par extension, être rapproché de Lersy chez qui musique et effets esthétiques (ses arabesques et traits hachurés d'une « incroyable virtuosité » pour l'un, ses fonds de stries toujours d'une « spectaculaire virtuosité » pour l'autre), demeurent en lien permanent

## Citations

### Dits de Roger Lersy
« Bruits, cris, mouvements et gestes, souvenirs imprécis d'émotions qui se chevauchent. Alors d'imprévisibles conflits naît une nouvelle figuration du monde tyrannique que je subis et l'objet contaminé voit éclater sa forme et projeter ses couleurs au-delà de ses limites réelles. »
« Quand je travaille, c'est l'instinct qui me guide. Je surveille ma main, je la vois s'agiter. Je lui demande de s'arrêter, lorsque les formes et les couleurs sont devenues ombres et lumière pour chanter la vie. Hélas, quelques fois, elles chantent faux. Mais après tout, la vie ne chante pas toujours juste. »
« La musique est pour moi le prolongement de la peinture qui devient le prolongement de la musique. »

### Réception critique
« Il voit musicalement car les formes sont, pour lui, des thèmes dont il cherche les variations comme le fait un compositeur. Il distingue deux sortes de variations : celles qui lui sont inspirées par la vue des objets en mouvement et celles qu'il invente. Une forme en mouvement est modifiée par son mouvement, mais elle modifie aussi ce qui l'entoure. D'autre part, un objet, mobile ou immobile, suggère souvent l'idée d'une autre forme que la sienne. La forme d'un ballon de rugby, par exemple, se communique aux joueurs de rugby eux-mêmes et au fond sur lequel ils évoluent. La peinture de Lersy, grise au début, est devenue plus colorée. Les lignes se sont épaissies et forment maintenant une sorte de toile d'araignée qui tantôt épouse la forme des objets, tantôt l'entoure et l'amplifie, tantôt la pénètre. »

— Yvon Taillandier

« Roger Lersy, ou l'obsession constructive du déplacement, qu'il s'agisse de celui des hommes, des bêtes ou des éléments. Aux antipodes de la mienne, cette œuvre aura été subordonnée au geste, sans que pour autant la pensée s'en trouve exclue… L'exploration ne manque pas d'intérêt. »

— Michel Ciry

« Une œuvre de rythmes et de frémissements chez cet artiste qui mène de front les carrières de peintre et de musicien. Dans ses toiles, le motif se développe selon une ligne mélancolique aux accords, aux pauses et aux cadences bien concertés. »

— Gérald Schurr

« Dessinateur talentueux, Roger Lersy témoigne également d'une parfaite maîtrise des règles de la composition. Ses paysages, ses intérieurs de bistrots ou de cuisines et ses natures mortes, réalisés avec une grande économie de moyens, dans une palette de tons assourdis, traduisent l'ambiance d'une époque encore lourde de périls. Comme les autres chantres du misérabilisme, le peintre s'exprime essentiellement par le trait. »

— Éric Mercier

## Œuvre
Roger Lersy appartient à l'École de Paris et au mouvement de la Jeune peinture.

### Œuvres picturales (sélection)
- Réveillon, tapisserie de la Manufacture des Gobelins, Mission permanente de la France auprès des Nations unies, One Dag Hammarskjöld Plaza, New York
- Venise, les ponts, aquarelle, 1963 (thème de l'exposition Roger Lersy, Chicago)
- Le Pavot, lithographie originale, Imprimerie Bellini, 1978, collection du Cabinet des estampes, BNF[17]
- Nature morte au guéridon, huile sur toile, mairie de Jonzac
- Lohengrin, huile sur toile, cour administrative d'appel de Versailles
- Portrait du peintre Tony Agostini, dessin[18]
- Série la Tour Eiffel[19]

### Vitraux
- Église Saint-Laurent, Longlaville (Meurthe-et-Moselle), 29 vitraux, 1972

### Contributions bibliophiliques
- Jean Giono, Routes et chemins, édition des peintres témoins de leur temps à l'occasion de leur XIe exposition au musée Galliera, cinquante six planches hors-texte de dessins en fac-similé [Note 4], éditions du musée Galliera, 1962
- André Flament, L'Événement par soixante peintres, édition des peintres témoins de leur temps à l'occasion de leur XIIe exposition au musée Galliera, enrichi de vingt lithographies originales éditées par Fernand Mourlot et signées[Note 5], éditions du musée Galliera, 1963

### Œuvres musicales (sélection)
- Vitraux pour clarinette, saxophone, violoncelle et percussions, création en l'église de Longlaville, 1972
- Trois pièces pour deux ondes Martenot: 1. Écume de songe, 2. Épouvante et jubilation, 3. Malicieuse connivence, [20], partitions aux Éditions A. Leduc, Paris, 1979
- Œuvre pour trompette et piano, partition aux Éditions G. Billaudot, Paris, 1984[21]
- Cinq pièces pour piano, partitions aux Éditions G. Billaudot, Paris, 1989
- Cinq préludes pour piano et saxophone alto, partitions aux Éditions Combre, création aux Flâneries musicales de Reims, 1993[22],[23]
- A la mémoire de Chagall, pièce pour flûte et percussions, enregistrement du Duo Hyksos (Henri Tournier, flûte et Michel Gastaud, percussions) en 1995[24]
- Préface en noir et jaune pour cor et piano, partition aux Éditions Combre, coll. « Arc-en-ciel », 2000

### Musiques de film
- Diatomées[Note 6],[25], film de Jean Painlevé et Geneviève Hamon, musique de Pierre Angles et Roger Lersy, durée 17 min, 1974[26]

## Expositions

### Expositions personnelles
- Galerie Bourdon, Paris, 1946
- Galerie Drouant-David, à partir de 1948[27]
- Galerie de Seine, Paris, 1952[28]
- Galerie Monique de Groote, Paris, 1955[28]
- Galerie Fricker, Paris, mai 1957[2], mai-juin 1958 (affiche : Bestiaire de Lersy, lithographie de Roger Lersy imprimée aux ateliers Fernand Mourlot)
- Galerie Motte, Paris, 1960, 1961
- International Arts Galeries, North-Center, Chicago (Illinois), février-mars 1962
- Roger Lersy, Impressions de Venise, International Arts Galeries, North-Center, Chicago, novembre-décembre 1963
- Galerie Documenta, Paris, octobre-novembre 1977
- Galerie Bourdon, Paris, 1986
- Roger Lersy, Œuvres récentes, Galerie Jean Tout, Paris, 1991
- Rétrospective Roger Lersy, Galerie Florence Basset, Moulin de la Grande Bastide, Flassans-sur-Issole, mars-mai 2003[29],[30],[31]

### Expositions collectives
- Salon des moins de trente ans, Paris, novembre 1944[3]
- Fleurs - Vingt-cinq jeunes peintres : Tony Agostini, Paul Aïzpiri, Richard Bellias, Bernard Buffet, Jean Commère, Roger Lersy, Jean Navarre, Michel Patrix, Paul Rebeyrolle, Gaston Sébire, Andrés Segovia…, Galerie Visconti, Paris, juin 1953
- La mer vue par trente jeunes peintres, Galerie Visconti, Paris, juin 1954
- L'École de Paris, Galerie Charpentier, Paris, 1954, 1955, 1956, 1957, 1961[11]
- Salon des peintres témoins de leur temps, Palais Galliera, Paris, 1954, 1956, 1957[Note 7], 1958, 1959, 1961[Note 8], 1962, 1963[Note 9].
- Salon de Mai, Paris, 1955[28]
- Portraits par trente jeunes peintres, Galerie Visconti, Paris, juin 1955
- Salon Comparaisons, Paris, 1955, 1958, 1959[28]
- Salon du dessin et de la peinture à l'eau, Paris, 1956, 1959[28]
- Aspects of the School of Paris : Duilio Barnabé, Philippe Cara Costea, Antoni Clavé, Roger Lersy, International Galeries, Chicago, septembre-octobre 1960
- Exposition mondiale du livre le plus cher du monde : L'Apocalypse, éditions Joseph Forêt, 1961, exemplaire unique, 210 kg[32],[Note 10], musée d'art moderne de la ville de Paris, avril-mai 1961[Note 11].
- De Bonnard à Baselitz, dix ans d'enrichissements du cabinet des estampes, Cabinet des estampes de la Bibliothèque nationale de France, 1992[17]
- La réalité retrouvée - La Jeune Peinture - Paris, 1948-1958 : Françoise Adnet, Richard Bellias, Bernard Buffet, Philippe Cara Costea, Simone Dat, Gabriel Dauchot, Michel de Gallard, Raymond Guerrier, Roger Lersy, Bernard Lorjou, André Minaux, Jean Pollet, Paul Rebeyrolle, Gaëtan de Rosnay, Michel Thompson, Maurice Verdier, Musée Estrine, Saint-Rémy-de-Provence, 2010
- Trois dessinateurs et peintres s'exposent : Roger Lersy, François Lyres, René Morchoisne, Montulé-Maison des arts, Dreux, avril-mai 2014
- Vingt ans de passion: Raymond Guerrier, Roger Lersy, François Heaulmé, Bernard Lorjou, Yvonne Mottet, Bernard Buffet, André Minaux…, Galerie Florence Basset, Flassans-sur-Issole, juin-août 2015
- Les insoumis de l'art moderne - Paris, les années 50, musée Mendjisky-Écoles de Paris, Paris, octobre-décembre 2016[33],[34]

## Collections

### Collections publiques

#### France
- Musée Cantini, Marseille, Inondations, huile sur toile 130 x 200 cm, 1955[35]
- Fonds d'art contemporain - Paris Collections, Éléphant, lithographie 64 x 47 cm[36]
- Musée d'art moderne de la ville de Paris[28] :
  - Les Lits jumeaux, huile sur toile 73 × 100 mm
  - Le Virage, huile sur toile 116 × 81 cm
  - Paysage, lithographie 39 x 50 cm, vers 1956[37]
  - Piano, lithographie 50,5 x 66,5 cm, 1958[38]
  - Oiseau, lithographie 66 x 50 cm, vers 1960[39]
  - New York, lithographie 71,5x53,5cm, vers 1965[40]
- Musée national d'Art moderne, Paris
- Département des estampes et de la photographie de la Bibliothèque nationale de France, Paris[17]
- Fonds national d'art contemporain, Puteaux[28] :
  - La collection de timbres, gouache (maquette de tapisserie) 57 x 76,2 cm[41]
  - La maison rouge, huile sur toile 73x92cm, 1952[42]
  - Le lavoir de la fraternité, huile sur toile 130 x 162 cm, 1953, en dépôt à la mairie de Cabourg[43]
  - Nature morte au guéridon, huile sur toile 130 x 89 cm, 1958, en dépôt à la mairie de Jonzac[44]
  - Lohengrin, huile sur toile, 1975, en dépôt au secrétariat d'État auprès du Premier ministre, Paris
- Institut national des sciences appliquées de Toulouse, deux tableaux, 300 x 500 cm chacun[45]
- Collection Jeune Peinture (destinée au futur musée de la Jeune Peinture)[46]

#### Suisse
- Archives littéraires suisses, Berne, fonds Georges-Borgeaud (une peinture, une lithographie)

### Collections privées référencées
- Pierre et Denise Lévy, Bréviandes[47].
- Henri Braun-Adam[48].